# 瀨戶內市

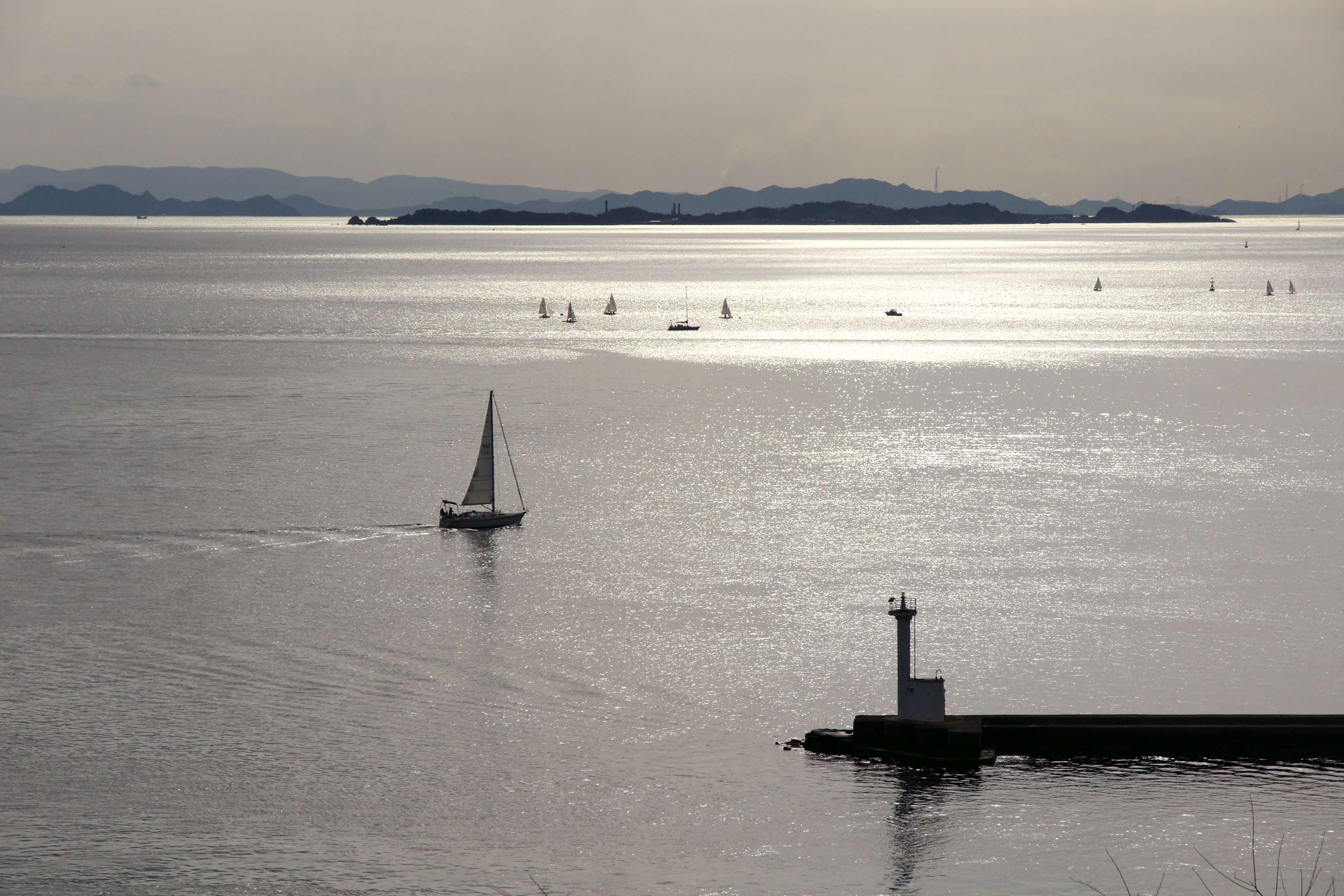
從牛窗天神社眺望瀨戶內海

瀨戶内市（日语：／ Setouchi shi */?）是位於岡山縣東南部岡山平原的城市，鄰近岡山市。轄區內多屬海拔100公尺到300公尺之間的山林地，東南部面向瀨戶內海。
產業以農業和漁業為主，農產包括野菜、水果，漁業則以牡蠣養殖為主。轄內的長船地區、福岡地區自古為生產刀劍的著名地點。

## 人口
| 瀨戶內市人口分布圖 |                                                 |  |
| 瀨戶內市與日本全國年齡別人口分布比較圖 （2005年資料） | 瀨戶內市的年齡、男女別人口分布圖 （2005年資料） |  |
| ■紫色是瀨戶內市 ■綠色是全国 | ■藍色是男性 ■紅色是女性                         |  |
| 瀨戶內市人口變化 \| 1970年 \| 33,769人 \| \| \| 1975年 \| 35,866人 \| \| \| 1980年 \| 37,939人 \| \| \| 1985年 \| 38,838人 \| \| \| 1990年 \| 38,928人 \| \| \| 1995年 \| 39,228人 \| \| \| 2000年 \| 39,403人 \| \| \| 2005年 \| 39,081人 \| \| \| 2010年 \| 37,852人 \| \| \| 2015年 \| 36,975人 \| \| \| 2020年 \| 36,048人 \| \| |                                                 |  |
| 資料來源：日本總務省統計中心提供之人口普查數據 |                                                 |  |
| 1970年 | 33,769人                                        |  |
| 1975年 | 35,866人                                        |  |
| 1980年 | 37,939人                                        |  |
| 1985年 | 38,838人                                        |  |
| 1990年 | 38,928人                                        |  |
| 1995年 | 39,228人                                        |  |
| 2000年 | 39,403人                                        |  |
| 2005年 | 39,081人                                        |  |
| 2010年 | 37,852人                                        |  |
| 2015年 | 36,975人                                        |  |
| 2020年 | 36,048人                                        |  |

## 歷史

### 年表
- 1889年6月1日：實施町村制，現在的轄區在當時分屬：邑久郡：牛窗村、鹿忍村、長濱村（日语：長浜村 (岡山県邑久郡)）、邑久村（日语：邑久村）、福田村（日语：福田村 (岡山県邑久郡)）、今城村（日语：今城村）、本村、笠加村（日语：笠加村）、玉津村（日语：玉津村 (岡山県)）、裳掛村（日语：裳掛村）、豐原村（日语：豊原村 (岡山県)）、美和村（日语：美和村 (岡山県邑久郡)）、國府村（日语：国府村 (岡山県)）、行幸村（日语：行幸村 (岡山県)）、大宮村（日语：大宮村 (岡山県)）。
- 1896年2月26日：牛窗村改制為牛窗町（日语：牛窓町）。
- 1924年4月1日：鹿忍村改制為鹿忍町（日语：鹿忍町）。
- 1952年4月1日：邑久村、福田村、今城村、豐原村、本庄村、笠加村合併為邑久町（日语：邑久町）。
- 1954年1月1日：玉津村被併入邑久町。
- 1954年10月1日：牛窗町、鹿忍町、長濱村合併為新設置的牛窗町。
- 1955年3月31日：
  - 大宮村的部分地區被併入牛窗町。
  - 美和村、國府村、行幸村合併為長船町（日语：長船町）。
- 1958年4月1日：裳掛村被併入邑久町。
- 2004年11月1日：邑久町、牛窗町、長船町合併為瀨戶內市。[2]

### 變遷表
| 1889年6月1日 | 1889年 - 1926年      | 1926年 - 1954年            | 1955年 - 1989年            | 1955年 - 1989年          | 1989年 - 現在           | 現在                    |
| ------------ | -------------------- | -------------------------- | -------------------------- | ------------------------ | ----------------------- | ----------------------- |
| 邑久村       | 邑久村               | 1952年4月1日 邑久町        | 邑久町                     | 邑久町                   | 2004年11月1日 瀨戶內市  | 2004年11月1日 瀨戶內市  |
| 福田村       |                      | 1952年4月1日 邑久町        | 邑久町                     | 邑久町                   | 2004年11月1日 瀨戶內市  | 2004年11月1日 瀨戶內市  |
| 今城村       |                      | 1952年4月1日 邑久町        | 邑久町                     | 邑久町                   | 2004年11月1日 瀨戶內市  | 2004年11月1日 瀨戶內市  |
| 本庄村       |                      | 1952年4月1日 邑久町        | 邑久町                     | 邑久町                   | 2004年11月1日 瀨戶內市  | 2004年11月1日 瀨戶內市  |
| 笠加村       |                      | 1952年4月1日 邑久町        | 邑久町                     | 邑久町                   | 2004年11月1日 瀨戶內市  | 2004年11月1日 瀨戶內市  |
| 豐原村       |                      | 1952年4月1日 邑久町        | 邑久町                     | 邑久町                   | 2004年11月1日 瀨戶內市  | 2004年11月1日 瀨戶內市  |
| 玉津村       | 玉津村               | 1954年1月1日 併入邑久町    | 邑久町                     | 邑久町                   | 2004年11月1日 瀨戶內市  | 2004年11月1日 瀨戶內市  |
| 裳掛村       | 裳掛村               | 裳掛村                     | 1958年4月1日 併入邑久町    | 邑久町                   | 2004年11月1日 瀨戶內市  | 2004年11月1日 瀨戶內市  |
| 美和村       | 美和村               | 美和村                     | 1955年3月31日 長船町       | 1955年3月31日 長船町     | 2004年11月1日 瀨戶內市  | 2004年11月1日 瀨戶內市  |
| 國府村       |                      |                            | 1955年3月31日 長船町       | 1955年3月31日 長船町     | 2004年11月1日 瀨戶內市  | 2004年11月1日 瀨戶內市  |
| 行幸村       |                      |                            | 1955年3月31日 長船町       | 1955年3月31日 長船町     | 2004年11月1日 瀨戶內市  | 2004年11月1日 瀨戶內市  |
| 牛窗村       | 1896年2月26日 牛窗町 | 1954年10月1日 牛窗町       | 1954年10月1日 牛窗町       | 牛窗町                   | 2004年11月1日 瀨戶內市  | 2004年11月1日 瀨戶內市  |
| 鹿忍村       | 1924年4月1日 鹿忍町  | 1954年10月1日 牛窗町       | 1954年10月1日 牛窗町       | 牛窗町                   | 2004年11月1日 瀨戶內市  | 2004年11月1日 瀨戶內市  |
| 長濱村       |                      | 1954年10月1日 牛窗町       | 1954年10月1日 牛窗町       | 牛窗町                   | 2004年11月1日 瀨戶內市  | 2004年11月1日 瀨戶內市  |
| 大宮村       | 大宮村               | 大宮村                     | 1955年3月31日 牛窗町       | 牛窗町                   | 2004年11月1日 瀨戶內市  | 2004年11月1日 瀨戶內市  |
| 大宮村       | 大宮村               | 大宮村                     | 1956年2月20日 併入西大寺市 | 1969年2月18日 併入岡山市 | 2009年4月1日 岡山市東區 | 2009年4月1日 岡山市東區 |
| 大宮村       | 大宮村               | 1954年10月1日 併入西大寺市 |                            | 1969年2月18日 併入岡山市 | 2009年4月1日 岡山市東區 | 2009年4月1日 岡山市東區 |

## 交通

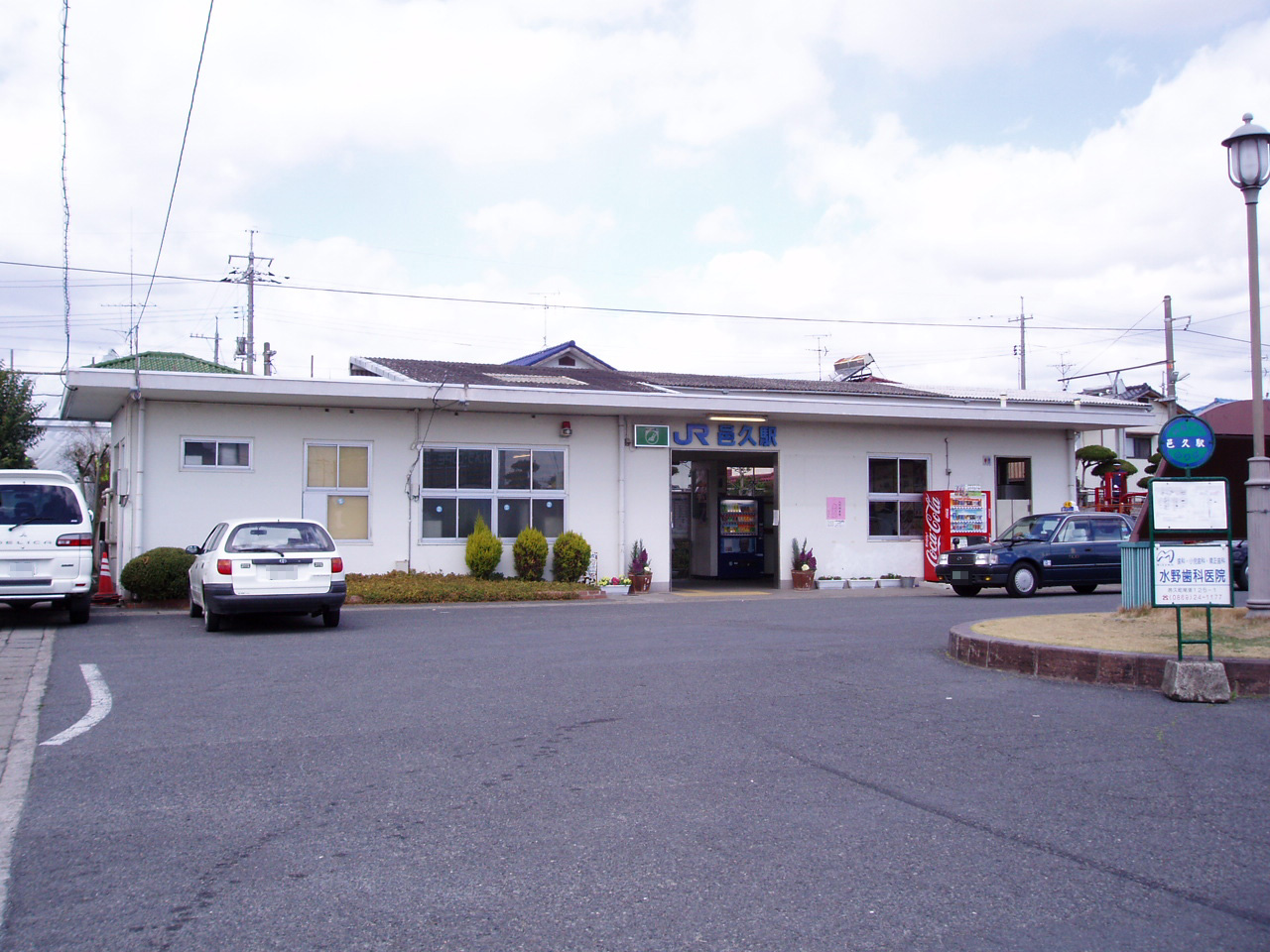
邑久車站

### 鐵路
- 西日本旅客鐵道
  - ■山陽新幹線：（←備前市） - （通過轄內但未設有車站） - （岡山市→）
  - ■赤穗線：（←備前市） - 長船車站 - 邑久車站 - 大富車站 - （岡山市）

### 海上航線

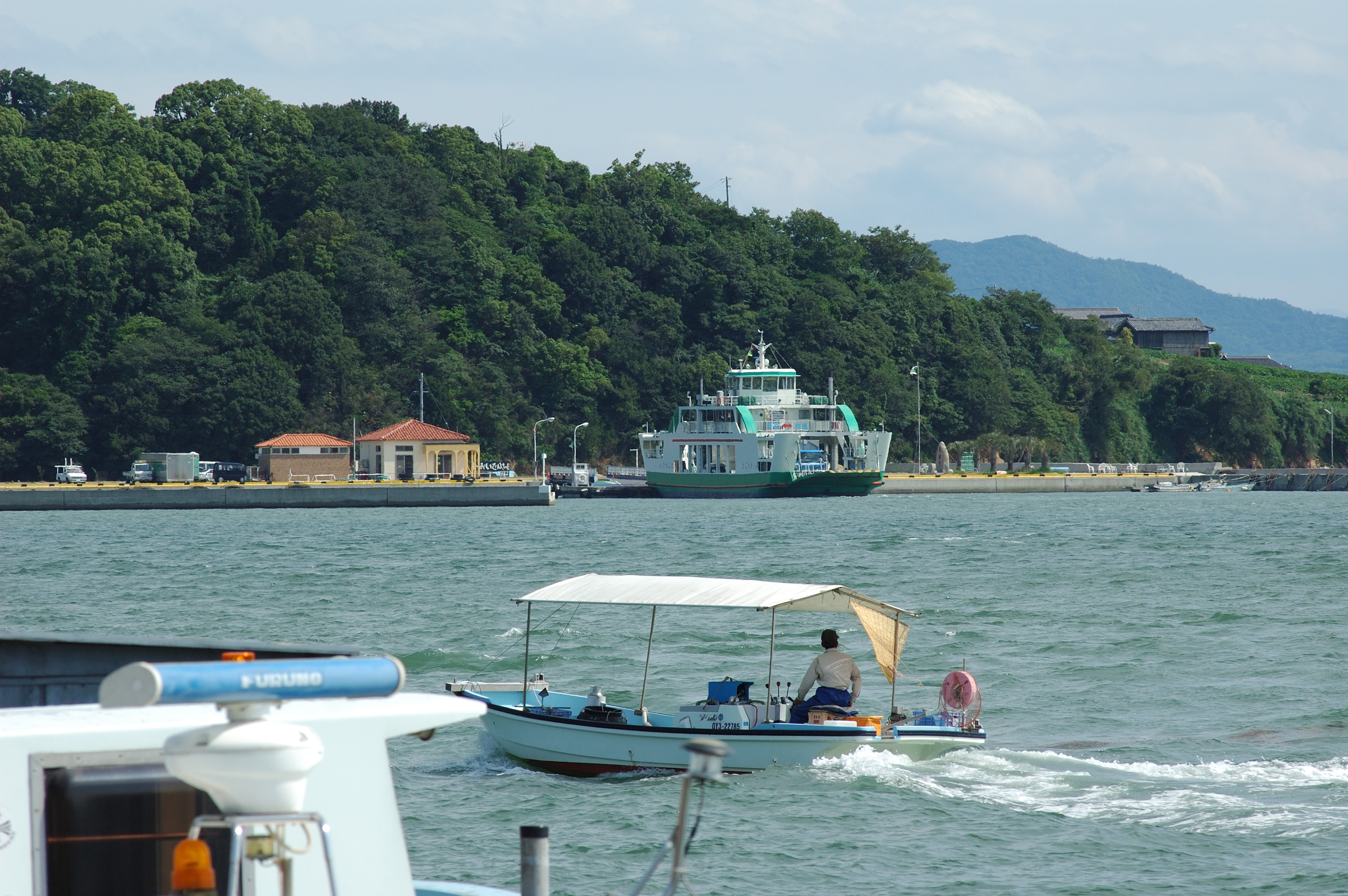
牛窗港的前島渡輪

- 前島渡輪（牛窗港（日语：牛窓港）～前島）

## 觀光資源
景點
- 夢二鄉土美術館（日语：夢二郷土美術館）分館
- 備前長船刀劍博物館（日语：備前長船刀剣博物館）

祭典、活動
- 喜之助慶典（毎年8月下旬）

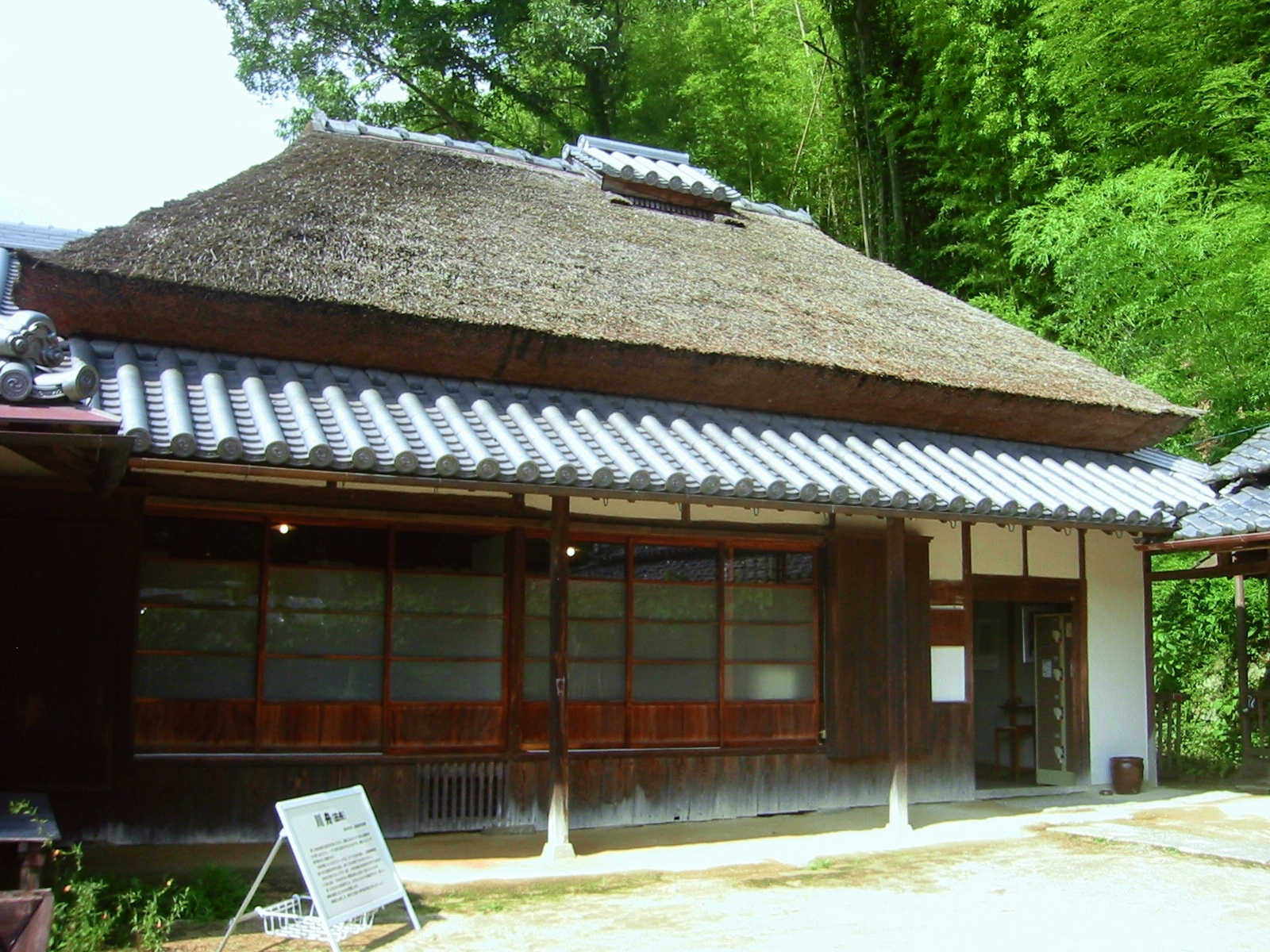
夢二鄉土美術館分館

- 牛窗秋祭（毎年10月第4日曜日-岡山三大だんじり祭りの一つ）
- 備前長船名刀祭

## 教育
高等學校
- 岡山縣立邑久高等學校（日语：岡山県立邑久高等学校）

## 姊妹、友好都市

### 日本
- 幌加內町（北海道雨龍郡）：於1989年7月締結為姊妹町
- 對馬市（長崎縣）：於1996年11月締結為姐妹町

### 海外
- 米蒂利尼（希臘北愛琴大區莱斯沃斯专区）：於1982年7月6日締結為國際姊妹都市

## 本地出身之名人
- 宇喜多直家：戰國時代大名
- 柴田義董：江戶時代繪師
- 竹久夢二：畫家、詩人
- 竹田喜之助：傀儡戲操作人
- 綠川洋一：攝影師
- 立岡脩二：前市長、電影製作人
- バクシーシ山下：AV監督
- 橋本五郎：偵探小說作家
- DJ KAWASAKI：DJ
- 太田行紀：田徑選手
- 安木祥二：前職業棒球選手

## 外部連結
- （日語） 瀨戶內市觀光協會 （页面存档备份，存于）
- （日語） 瀨戶內市商工會 （页面存档备份，存于）